# Saint-Saud-Lacoussière
Saint-Saud-Lacoussière település Franciaországban, Dordogne megyében. Lakosainak száma 823 fő (2022. január 1.). Saint-Saud-Lacoussière Pensol, Milhac-de-Nontron, Mialet, Saint-Jory-de-Chalais, Saint-Martin-de-Fressengeas, Saint-Pardoux-la-Rivière, Champs-Romain és Abjat-sur-Bandiat községekkel határos.

## Népesség
A település népessége az elmúlt években az alábbi módon változott:
| Lakosok száma | 1284 | 1045 | 951  | 859  | 859  | 844  | 832  | 827  | 825  | 823  |
|               | 1968 | 1982 | 1990 | 2006 | 2013 | 2015 | 2017 | 2019 | 2020 | 2022 |